# Heptarchie

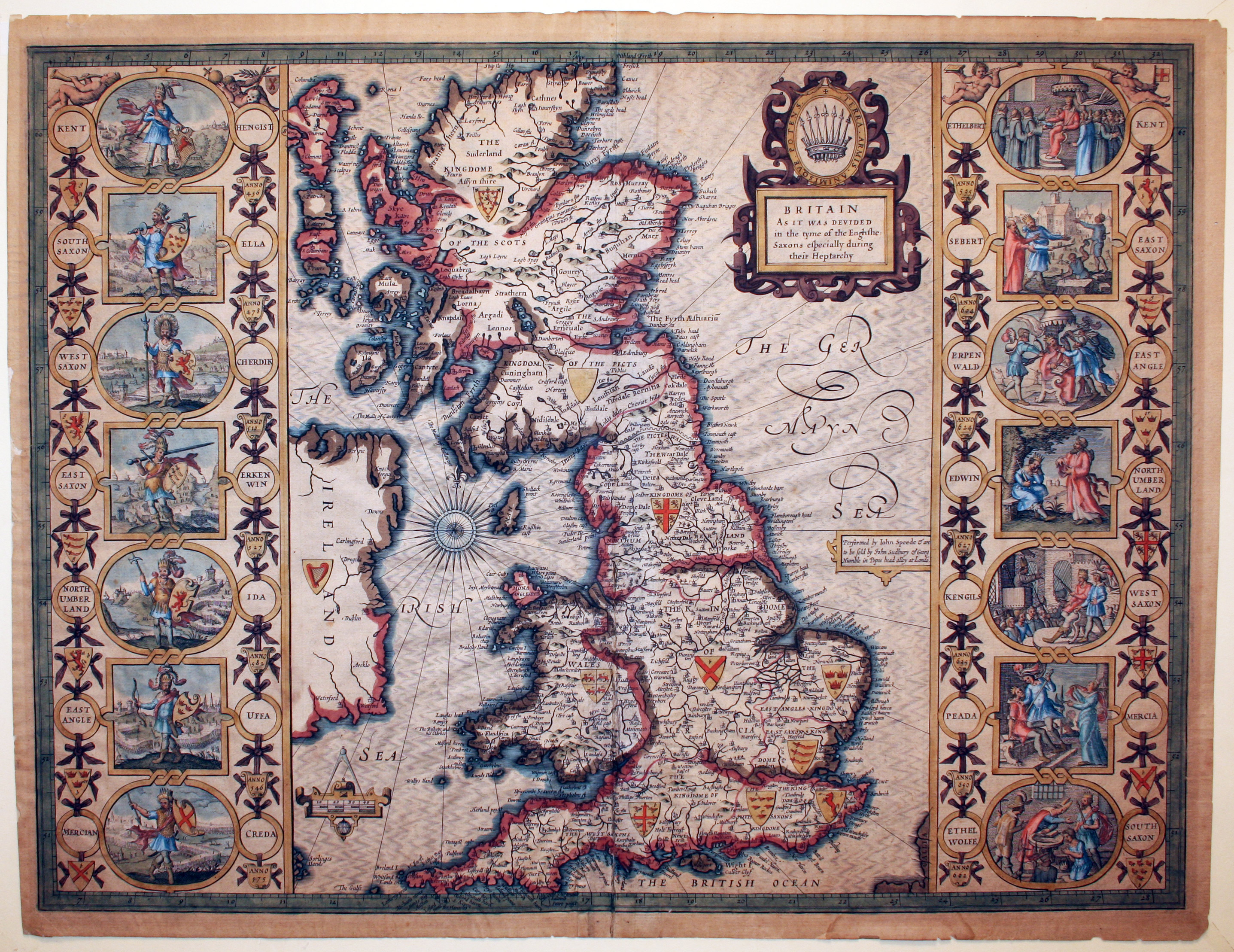
« Britain as it was divided in the tyme of the Englishe-Saxons especially during their Heptarchy ». Carte de John Speed (1610-1611).

L’Heptarchie est le nom collectif donné à sept des royaumes fondés par les Anglo-Saxons dans l’île de Bretagne durant le haut Moyen Âge : l'Essex, l'Est-Anglie, le Kent, la Mercie, la Northumbrie, le Sussex et le Wessex. Ils précèdent la formation d'un État unique au début du Xe siècle : le royaume d'Angleterre.
Ce concept historiographique n'est pas contemporain de la réalité qu'il décrit : il s'agit d'une construction a posteriori de chroniqueurs du XIIe siècle comme Henri de Huntingdon. Le nom même d'« heptarchie » (du grec ἑπτά et ἀρχή « sept royaumes ») n'est pas attesté avant 1570. Son caractère simplificateur a entraîné son abandon par les historiens au cours du XXe siècle.

## Liste des royaumes
Les sept royaumes de l'Heptarchie sont :

La Grande-Bretagne au début du VIIe siècle. Les sept peuples correspondant aux royaumes de l'Heptarchie ne constituent qu'une partie des peuples anglo-saxons attestés à l'époque.

- l'Essex ou royaume des Saxons de l'Est (liste des rois) ;
- l'Est-Anglie ou royaume des Angles de l'Est (liste des rois) ;
- le Kent (liste des rois) ;
- la Mercie (liste des rois) ;
- la Northumbrie (liste des rois) ;
- le Sussex ou royaume des Saxons du Sud (liste des rois) ;
- le Wessex ou royaume des Saxons de l'Ouest (liste des rois).

## Historiographie
Bien qu'il figure déjà en germe dans l'Histoire ecclésiastique du peuple anglais de Bède le Vénérable (achevée vers 731), le concept de l'Heptarchie n'apparaît réellement que dans l'Historia Anglorum (« Histoire des Anglais ») rédigée par Henri de Huntingdon entre 1123 et 1130, avant d'être illustré par des cartes de William Lambarde (Archaionomia, 1568) et John Speed (Theatrum Imperii Maganae Britanniae, 1610-1611). Lambarde lui-même est le premier à employer ce mot en 1570.
Ce concept n'est plus utilisé par les historiens du XXe siècle en raison de son caractère trop simplificateur : la création des royaumes anglo-saxons s'est faite progressivement et de différentes manières, et il est difficile de comparer des royaumes mineurs tels que l'Essex ou le Sussex à des entités plus puissantes comme la Mercie ou la Northumbrie. Le terme contraint également à omettre d'autres entités importantes, comme les royaumes des Hwicce ou des Magonsæte. Simon Keynes qualifie l'idée d'Heptarchie comme une « grossière déformation de ce que l'on peut estimer avoir été la réalité des choses ».

## Armorial imaginaire
Les royaumes anglo-saxons ont disparu avant la naissance de l'héraldique. Néanmoins, les artistes du Moyen Âge tardif ont l'habitude de représenter symboliquement les personnages et les États ayant existé avant l'héraldique par des armoiries imaginaires. Les armoiries imaginaires des royaumes de l'Heptarchie apparaissent dans l'atlas Theatrum Imperii Maganae Britanniae de John Speed, publié en 1610-1611. Certaines collectivités territoriales modernes correspondant aux territoires de ces royaumes ont repris ces armes, notamment le county council d'Essex.

Armes imaginaires de l'Essex (les trois scramasaxes sont parlants).
Armes imaginaires de l'Est-Anglie.
Armes imaginaires du Kent.
Armes imaginaires de la Mercie (croix de saint Alban).
Armes imaginaires du Sussex.
Armes imaginaires du Wessex.